# Liste der Einträge im National Register of Historic Places im Matagorda County
Die Liste der Registered Historic Places im Matagorda County führt alle Bauwerke und historischen Stätten im texanischen Matagorda County auf, die in das National Register of Historic Places aufgenommen wurden.

## Aktuelle Einträge
| Lfd. Nr. | Name im NRHP                             | Bild | Datum der Eintragung | Adresse/Lage                                                                         | Ort       | NRHP-ID  | Beschreibung |
| -------- | ---------------------------------------- | ---- | -------------------- | ------------------------------------------------------------------------------------ | --------- | -------- | ------------ |
| 1        | Bay City Post Office                     |      | 12. Mai 2009         | 2100 Ave. F                                                                          | Bay City  | 09000307 |              |
| 2        | Bay City USO Building                    |      | 14. Juni 2006        | 2105 Ave. M                                                                          | Bay City  | 06000512 |              |
| 3        | Hensley-Gusman House                     |      | 4. Okt. 2006         | 2120 Sixth St.                                                                       | Bay City  | 06000927 |              |
| 4        | Hotel Blessing                           |      | 1. Feb. 1979         | Ave. B                                                                               | Blessing  | 79002993 |              |
| 5        | Luther Hotel                             |      | 10. Mai 2010         | 408 S Bay Blvd                                                                       | Palacios  | 10000251 |              |
| 6        | Matagorda Cemetery                       |      | 15. Juni 2006        | Jct. of TX 60 at Matagorda Cty Rds 259 and 260                                       | Matagorda | 06000511 |              |
| 7        | Price-Farwell House                      |      | 14. Okt. 2009        | 308 S. Bay Blvd.                                                                     | Palacios  | 09000841 |              |
| 8        | R. J. Hill Building                      |      | 14. Okt. 2009        | 401 Commerce St.                                                                     | Palacios  | 09000840 |              |
| 9        | South Side Residential Historic District |      | 30. Mai 2007         | Roughly bounded by Ave. F, 2nd St., Ave. G, Ave. K, 4th St., Ave J, 5th St., 4th St. | Bay City  | 07000496 |              |